# Українцев Олег Анатолійович
Українцев Олег Анатолійович (4.11.1976, Ружани, БРСР) — український вчений-правознавець, живе в Маріуполі, одружений.

## Життєпис
1997 року закінчив Харківський національний університет внутрішніх справ, спеціальність «юрист-правознавець» (стаціонар). Працював оперуповноваженим карного розшуку Маріуполя.
2000 - провідний референт директора ВАТ «ММК ім. Ілліча» Бойко В. С., згодом став там же начальником відділу.
2006 - закінчив Донецький університет управління за спеціальністю "менеджер — економіст" (заочно).
2014 - закінчив аспірантуру Національної академії правових наук України. У лютому 2015 року в Національній академії правових наук України захистив дисертацію на тему «Договір концесії морських портів» на здобуття наукового ступеня кандидата юридичних наук. Одним з опонентів на захисті був академік, доктор юридичних наук Шишка Роман Богданович.
Кандидат юридичних наук, отримав диплом доктора філософії в галузі права.
Автор монографії «Договір концесії морських портів України» 2015 р Автор 20-ти наукових статей по цивільному праву.

## Громадська діяльність
У збірник  «По живому» увійшли вірші, есе, листи та щоденникові нотатки, фото і графіка. Він являє собою художньо оформлені репортажі з місця подій, свідчення українських поетів, журналістів та митців прифронтової та окупованої зони.
Кошти, зібрані цього дня від продажу збірки «По живому», книг і дисків поета В'ячеслава Купрієнко та збірки поета Олени Іськова-Міклащук відправлені на лікування і протезування важкопораненого воїна…..

## Творчість
Поет. Прозаїк. Дипломант міжнародного фестивалю «В стінах срібного століття-2016», фіналіст міжнародного фестивалю літературних видань «Рідкісний птах-2017».
Співавтор (з поетесою Оксаною Стоміною) художнього збірника «По живому. Околовоенние щоденники».